# Old Main Library
L'Old Main Library est une bibliothèque américaine à Albuquerque, dans le comté de Bernalillo, au Nouveau-Mexique. Ouverte au public le 23 mars 1925, elle est abritée au sein d'un bâtiment construit dans le style Pueblo Revival qui est inscrit au New Mexico State Register of Cultural Properties depuis le 25 juillet 1975 et constitue par ailleurs une propriété contributrice au district historique des Huning Highlands depuis la création de ce district historique le 17 novembre 1978.